# Кантон Швиц
Кантон Швиц (скраћеница SZ) је кантон у средишњем делу Швајцарске. Главни град је истоимени град Швиц.

## Природне одлике
Кантон Швиц се налази на прелазу из алпских планина у валовито подручје средишње Швајцарске висоравни. Он се налази између Алпа на југу и Циришког и Луцернског језера на северу. Највиши врх је на 2.802 метара. Површина кантона Швиц је 908 km².

## Историја
Кантон Швиц је један од три кантона оснивача Швајцарске конфередерације (пракантона), који су се удружили 1291. г. Од његовог имена изведено је име саме државе — Швајцарска 1803. г. На исти начин је и грб кантона био углед за грб и заставу Швајцарске.

## Окрузи
1. Ајнзиделн - седиште Ајнзиделн,
2. Герсау - седиште Герсау,
3. Киснахт - седиште Киснахт,
4. Марх - седиште Лахен,
5. Хифе - седиште Волерау,
6. Швиц - седиште Швиц.

## Становништво и насеља
Кантон Швиц је имао 144.600 становника 2008. г.
У кантону Швиц говори се немачки језик, који је и једини званични језик. Становништво је углавном римокатоличко (72%), а мањински протестантско (13%).
Највећи градови су:
- Фајенбах, 15.000 становника.
- Швиц, 14.000 ст. - главни град кантона
- Ајнзиделн, 14.000 становника.

## Привреда
Главне привредне гране су: сточарство, туризам и производња хидро-електричне енергије.

## Галерија слика
- Седиште кантона, градић Швиц
- Риги, туристичка железница
- Јачина католицизма - манастир Ајнзиделн
- Слика из јужног дела кантона